# セプロキセチン
セプロキセチン(Seproxetine)または(S)-ノルフルオキセチン((S)-norfluoxetine)は、選択的セロトニン再取り込み阻害薬(SSRI)である。広く用いられる抗うつ薬であるフルオキセチンの最も重要な活性代謝物質であるが、薬理作用についてはほとんど分かっていない。セプロキセチンは、イーライリリー・アンド・カンパニーによって抗うつ薬として開発したが、心臓への副作用が報告され、開発は中止された。

## 合成
セプロキセチンは、保護基を持つ3-アミノ-1-フェニルプロパン-1-オールと1-フルオロ-4-トリフルオロメチル(ベンゼン)から合成される
。